# Stutz Bearcat
La Bearcat è un'autovettura prodotta dalla Stutz dal 1914 al 1923, dal 1931 al 1933 e dal 1979 al 1992. Le due serie (quella prebellica e quella postbellica) condividevano solamente il nome.

## La prima Bearcat: 1914-1933
La prima serie della Stutz Bearcat è stata una delle prime vetture sport prodotte negli Stati Uniti. Il modello fu il frutto della lunga tradizione di progettazione di auto da corsa di Harry C. Stutz. La Bearcat fu la prima vettura prodotta con il marchio Stutz. Avendo caratteristiche smaccatamente sportive, era disponibile solo in versione aperta e non era dotata di molte protezioni contro le intemperie. Il modello era quindi simile alla Mercer Raceabout.
La Bearcat partecipò, condotta da Erwin Baker, ad un viaggio dimostrativo organizzato nel 1916 tra San Diego e New York, compiendo il tragitto in 11 giorni, 7 ore e 30 minuti.  La vettura partecipo poi, con successo, a diverse gare automobilistiche.
La produzione del modello terminò temporaneamente nel 1923 dopo varie versioni commercializzate, versioni che avevano un nome differente. La produzione fu poi ripresa nel 1931 per poi essere definitivamente interrotta nel 1933.

### Caratteristiche tecniche (1914-1917)
Il motore di questa serie di Bearcat era un quattro cilindri in linea anteriore e longitudinale. La testata e il monoblocco erano in ghisa. L'alesaggio e la corsa  erano, rispettivamente, 120,7 mm e 139,7 mm. La cilindrata totale era 6.388 cm³, mentre il rapporto di compressione era di 4:1. La potenza massima erogata dal propulsore era di 60 CV a 1.500 giri al minuto. La distribuzione era a valvole laterali. Per ogni cilindro, erano presenti a due valvole.
Le sospensioni anteriori ad assale rigido e a balestra semiellittica. I freni erano a tamburo sulle ruote posteriori, mentre il cambio era manuale a tre rapporti. La trazione era posteriore.
Il telaio era scatolato. La vettura raggiungeva una velocità massima di 130 km/h.

## La seconda Bearcat: 1979-1992
La concept car della seconda serie del modello fu realizzata nel 1967. La Bearcat non entrò subito in produzione per difficoltà incontrate durante la fase progettuale. La Stutz decise quindi di iniziare a produrre, nel 1970, la Blackhawk, che aveva una carrozzeria coupé. Questa serie di Bearcat era invece disponibile solo in versione targa. L'uscita ufficiale della Bearcat fu preannunciata nel 1976 da un'altra concept car, la Stutz D'Italia.
La produzione della Bearcat iniziò nel 1979 dopo un ritardo dovuto al cambiamento delle leggi federali statunitensi sulla sicurezza. Il modello venne basato sul pianale A della General Motors, che condivideva con la Blackhawk. La Bearcat era in vendita a 100.000 dollari. Nel 1980 la Bearcat venne spostata, insieme alla Blackhawk, sul pianale B della General Motors. I due modelli si somigliavano anche nell'estetica. Nel 1979 la Bearcat venne basata sulla Pontiac Grand Prix, dal 1980 al 1986 sulla Pontiac Bonneville e sulla Oldsmobile Delta 88 Royale, e dal 1987 al 1992 sulla Pontiac Firebird.
Nel 1987 fu aggiornata. Il pianale su cui si basava era la piattaforma F della General Motors. Il prezzo salì a 125.000 dollari. Questa serie di Bearcat fu acquistata anche da personaggi famosi come il Sultano del Brunei e Barry White. 

## Curiosità
L'auto (di color marrone) compare nella puntata 20 (5F14) della serie 9 de "I Simpson" come auto del Sign. Burns.